# Ecliptica
Ecliptica a címe a Sonata Arctica első stúdióalbumának. A lemez 1999-ben jelent meg a Spinefarm Records (azonos az amerikai Century Mediával) gondozásában.

## Számok
1. Blank File – 4:05
2. My Land – 4:36
3. 8th Commandment – 3:41
4. Replica – 4:55
5. Kingdom for a Heart – 3:51
6. FullMoon – 5:06
7. Letter to Dana – 6:00
8. UnOpened – 3:42
9. Picturing The Past – 3:36
10. Destruction Preventer – 7:40
11. Mary-Lou – 4:30 (Bónusz dal bizonyos kiadásokon)

## Közreműködők
- Tony Kakko, ének
- Jani Liimatainen, gitár
- Janne Kivilahti, basszusgitár
- Tommy Portimo, dob
- Raisa Aine, furulya a „Letter to Dana”-ban